# Grottocenter
 (février 2023).
Grottocenter, parfois typographié GrottoCenter, est un site web collaboratif, basé sur le principe du wiki, destiné au partage international du savoir spéléologique.

## Objet
Les spéléologues produisent de grandes quantités d’information : de la littérature naturellement, mais également beaucoup de données utiles à la pratique sportive et aux recherches scientifiques.
Cette masse d’information a bénéficié de différentes méthodes et systèmes de collecte et de classement, qui ont évolué avec les techniques d'exploration, de levé topographique et de conservation disponibles. Les informations collectées sont souvent difficilement accessibles car clairsemées ou non pérennes ; elles peuvent disparaître à défaut d'être partagées.
Le site Grottocenter est un outil créé en 2008, qui vise à rendre plus accessible et plus pertinente cette information spéléologique.

## Principes retenus
Le logiciel qui sous tend Grottocenter est sous licence AGPL : il s’agit d’une licence libre adaptée aux logiciels en ligne et compatible avec la licence retenue pour les données.
Conformément à cette licence, le code du logiciel est disponible.
Les informations présentes dans l’application sont de 3 natures différentes : 
- d'une part le nom des cavités et les données chiffrées qui ne relèvent pas de la protection du droit d’auteur, ou plus généralement de la propriété intellectuelle. Le contenu qui n'est pas soumis au droit d'auteur est placé sous licence ODBL[N 2]
- d'autre part toutes les autres données qui sont saisies et stockées en base de données, qui sont soumises à ce droit d'auteur. Pour ces dernières données, la licence retenue est CC-BY-SA :
- enfin les fichiers qui sont collectés et stockés : les auteurs peuvent les placer sous la licence CC de son choix si le contenu est soumis au droit d'auteur et à plusieurs licences correspondant à CC-BY et à CC-BY-SA si ce n'est pas le cas.

Toute personne peut contribuer au site, les informations proposées faisant l’objet d’un contrôle a posteriori par la communauté.

## Historique
Le site Grottocenter est une initiative de Clément Ronzon, matérialisée en juillet 2008 sous forme d'une première version du site, avec l'aide d'une équipe de spéléologues faisant partie du club des Vulcains de Lyon.
En janvier 2009, cette version 1 du site bascule sur l'adresse pérenne « www.grottocenter.org ».
Dès février 2009, plus de 5 300 cavités appartenant à 26 pays différents sont répertoriées dans la base de données du site.
En 2018 La commission bibliographie de l'UIS décide de transférer le Bulletin Bibliographique de l'UIS sur Grottocenter. Ce transfert se fait progressivement grace au soutien Financier de la Société Suisse de Spéléologie et de la Fédération Française de Spéléologie. A ce jour l'ensemble de la documentation liée au BBS est associée à Grottocenter 
En 2022 L'Union International de Spéléologie apporte son concours financier pour qu'il soit possible de partager des informations sur les cavités à fort enjeux patrimonial sans communiquer sa localisation précise . La Fédération Européenne de Spéléologie, quant à elle, finance la possibilité de recevoir des notifications lorsque des modifications sont réalisées par les contributeurs. cela permet d'améliorer le suivi des contributions et cela offre la possibilité aux gestionnaires de sites karstiques de suivre les informations concernant le secteur dont ils sont responsables 

### Version 2
En décembre 2009 est mise en ligne la version 2 de Grottocenter ; elle apporte les services et améliorations suivant :
- Un menu des topographies est proposé.
- Les textes et documents sont placés sous licence CC-BY-NC.
- La précision du module de conversion des coordonnées est améliorée.
- Un export de coordonnées devient possible vers un GPS, via des fichiers GPX ou KML.
- Le pointage cartographique se fait lors de la première phase d'inscription, ce qui fiabilise et simplifie la procédure.
- Lorsqu'une cavité est signalée comme visible uniquement aux inscrits, il devient possible de préciser si l'accès en est libre ou s'il est réglementé (clef, liste d'attente, demande écrite, accompagnement).
- Des cartes de densité sur la page d'accueil permettent de connaître le nombre de cavités, de clubs ou de spéléos dans n'importe quel pays.
- La géologie mondiale peut être affichée sous l'interface Google Maps.
- Diverses améliorations ergonomiques et esthétiques sont apportées (pictogrammes, etc.).

En 2011, le concepteur Clément Ronzon s'installe au Mexique et commence une activité professionnelle rendant difficile le développement du site. En parallèle, la base de données a atteint une taille telle que le site est devenu lent et pratiquement inutilisable. Une équipe  projet se constitue alors autour de Grottocenter. Sa première action consiste à financer l'hébergement du site sur un serveur plus puissant et fiable, permettant de nouveau l'usage du site. Benjamin Soufflet reprend alors le développement du projet.
En février 2012, Clément Ronzon place les sources du site sous licence AGPL ; au mois de mars de la même année, le code source est disponible sur Github.

### Les premiers partenaires
Le 13 janvier 2013, l'association Wikicaves est créée ; la base de données comprend déjà à cette époque 31 220 cavités. Le 18 mai de la même année sont signées des conventions de partenariat avec la Fédération spéléologique européenne (FSE), et avec le Comité départemental de spéléologie du Lot (CDS 46). Dans le cadre de cette dernière convention, le CDS du Lot a placé ses bulletins no 1 à 9 sous licence CC-BY-SA.
Le 14 septembre 2013, une nouvelle convention est signée avec le Comité Départemental de Spéléologie de l'Aude (CDS 11). 
Le 8 novembre 2013, c'est au tour du Groupe spéléo de Lausanne de se rapprocher de Wikicaves.
Le 13 décembre 2013, le Groupe spéléologique des Vulcains devient également partenaire.
À la suite de ces premiers rapprochements qui contribuent à la légitimité du site, de nouvelles conventions de partenariat sont progressivement conclues pour favoriser la collecte et la publication collaborative des données spéléologiques.
En 2024 l'association signe un partenariat avec le Musée National du Kenya afin que l'inventaire des cavités du pays soit élaboré sur Grottocenter 

### Version 3
À partir de 2015, la version 3 de l'application Grottocenter est développée. Le 31 mars 2022 elle devient la version officielle. Les données de la version 2 sont transférées vers la nouvelle base de données.
Avec cette nouvelle version, conçue pour être compatible avec d'autres sites et applications mobiles, les données présentes dans Grottocenter peuvent être directement mises en relation avec d'autres sources de données grâce au découpage de l'application en deux parties : Grottocenter-api qui donne accès aux données et Grottocenter-front qui permet aux utilisateurs de visualiser les données et de contribuer
Les évolutions majeures de cette version portent sur :
- L'intégration du Bulletin Bibliographique Spéléologique (BBS) une collection de plus de 100 000 références bibliographiques relatives au milieu souterrain qui ont été collectées dans le cadre de la commission Bibliographique de l'UIS. Désormais les contributions au BBS se font directement dans Grottocenter[9]
- La possibilité de gérer de manière plus complète les informations sur les massifs, les réseaux, les organisations
- La possibilité de partager des informations sur une cavité sans donner accès à sa localisation : c'est un moyen très efficace pour que l'information ne se perde pas, tout en apportant une protection à un site ayant une valeur patrimoniale importante
- La possibilité d'envoyer des notifications aux personnes ayant un statut particulier afin qu'elles puissent assurer le suivi des interventions qui sont réalisées sur Grottocenter sur les pays ou les massifs de son choix.

## Contenu du site
Le contenu du site est accessible en lecture seule, aux personnes qui ne sont pas inscrites. La création d'un compte est libre et gratuite ; elle permet d'apporter des contributions.
Le tableau ci-dessous illustre l'évolution annuelle du contenu de la base de données du site Grottocenter depuis 2013 :
| Date            | Cavités | Clubs | Inscrits | Partenaires | Documents |
| --------------- | ------- | ----- | -------- | ----------- | --------- |
| janvier 2013    | 26 500  | 413   | 1 268    | 0           |           |
| mars 2014       | 35 028  | 477   | 1 571    | 6           |           |
| mars 2015       | 36 742  | 488   | 1 802    | 14          |           |
| décembre 2016   | 50 915  | 676   | 2 733    | 15          |           |
| janvier 2019    | 59 750  | 672   | 3 931    | 19          |           |
| avril 2022 (V3) | 60 365  | 2 346 | 3 841    | 29          | 135305    |
| décembre 2022   | 73 578  | 2 751 | 4 170    | 29          | 144865    |
| juillet 2023    | 78 522  | 2 810 | 4 345    | 30          | 157402    |
| septembre 2024  | 104 088 | 2 982 | 4 844    | 30          | 218788    |

L'ensemble des données peut être visualisé sur un choix de différents fonds de cartes.
Différents outils de recherche permettent de retrouver les éléments figurant dans la base de données.
Des outils de conversion réalisent des changements de repère, unitairement ou à partir d'un fichier de données.
Dès 2017, tout ou partie de ces informations sont disponibles dans les huit langues suivantes : français, anglais, espagnol, allemand, bulgare, néerlandais, catalan, italien.

## Karstlink
Karstlink est un projet porté par l'Union Internationale de Spéléologie (UIS) qui vise à élaborer une ontologie permettant de décrire les éléments qui sont liés au monde souterrain afin que les gestionnaires de base de données puissent facilement échanger des données en utilisant le modèle développé.
L'ontologie Karstlink est publiée depuis 2020 et fait l'objet d'une présentation lors du 18ème congrès de l'UIS en 2022.
L'association Wikicaves a été mobilisée pour faire avancer ce projet en participant à son pilotage.
Depuis début 2021 la version 3 du site Grottocenter met à disposition ses données à travers des interfaces de programmation(API) qui utilisent l'ontologie définie dans Karstlink.